# Barberini Faun

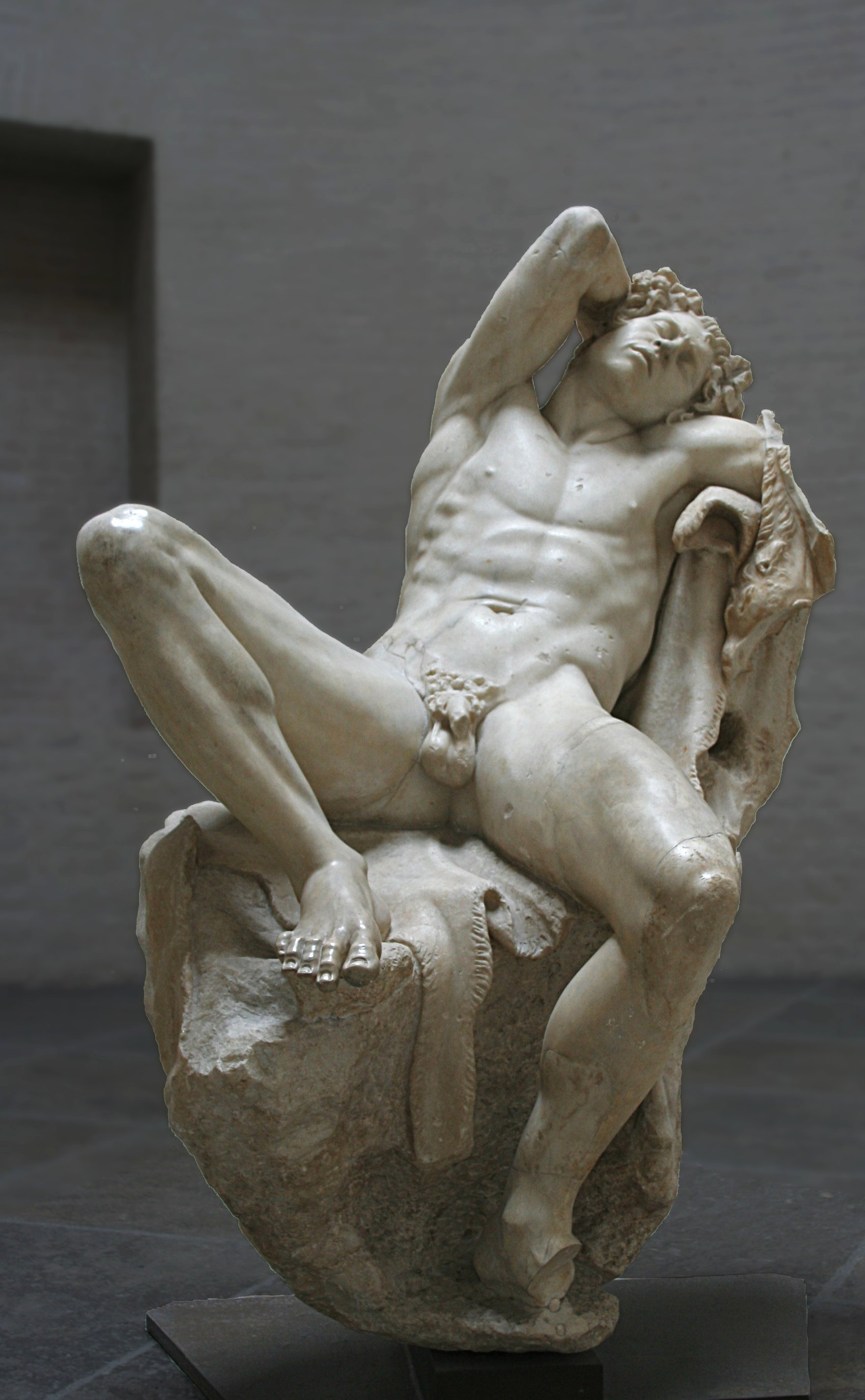
De Barberini Faun

De Barberini Faun (ook Barberini Satyr genoemd) is een sculptuur van een slapende, dronken satyr of faun. De sculptuur werd of gehouwen door een onbekende Hellenistische beeldhouwer, of is een Romeinse kopie van hoge kwaliteit.  
Het beeld werd gevonden in 1620 in de gracht onder de Engelenburcht (toen het Mausoleum van Hadrianus) in Rome en kwam in het bezit van Francesco Barberini, de neef van paus Urbanus VIII. Het was zwaar beschadigd; het rechterbeen, delen van beide handen en delen van het hoofd ontbraken. Zijn huidige vorm is te danken aan de vele restauraties die het beeld heeft ondergaan.
In 1810 kocht koning Lodewijk I van Beieren het beeld en stelde het tentoon in de Glyptothek in München, waar het tegenwoordig nog steeds te zien is.